# Echo (Schiff, 1934)
HMS Echo (H23) war ein Zerstörer der E-Klasse der britischen Royal Navy. Im Zweiten Weltkrieg wurde das Schiff mit den Battle Honours „Atlantic 1939“; „Norway 1940“; „Bismarck action 1941“, „Arctic 1941–43“; „Malta convoys 1942“; „Sicily 1943“, „Salerno 1943“ und „Aegean 1943“ ausgezeichnet.
Am 5. April 1944 wurde der Zerstörer der griechischen Marine zur Verfügung gestellt, die ihn in Navarinon umbenannte und bis 1956 einsetzte. Der Royal Navy zurückgegeben, wurde der Zerstörer zum Abbruch verkauft und 1956/1957 am Tyne verschrottet.

## Geschichte
Am 1. Dezember 1932 bestellte die Admiralität zwei Zerstörer der E-Klasse bei Denny in Dumbarton am Clyde. Die Kiellegung des Neubaus mit der Baunummer 1263 erfolgte am 20. März 1932 und am 16. Februar 1934 lief die Echo als drittes Schiff der Klasse von acht Zerstörern vom Stapel. Am 25. Oktober 1934 kam das Schiff in den Dienst bei der Royal Navy. Zusammen mit ihren Schwesterschiffen bildete Echo die „5. Zerstörerflottille“ bei der Home Fleet. Wegen der Abessinien-Krise war die Flottille bis Januar 1937 zur Mediterranean Fleet abgeordnet. 1938 musste der Zerstörer nach einem Feuer an Bord erneut für einige Monate in die Werft. Kurz vor dem Beginn des Zweiten Weltkrieges wurden die Schiffe von den neu zulaufenden Zerstörern der K-Klasse ersetzt.

### Kriegseinsätze
Nach dem Abschluss einer Kesselreparatur wurde die wieder aktivierte Echo bei der „12th Destroyer Flotilla“ für die U-Boot-Jagd und Konvoisicherung im Ärmelkanal und in den südwestlichen Zufahrtswegen eingesetzt. Am 17. September 1939 war sie an der Suche nach Überlebenden des durch U 29 versenkten Trägers Courageous beteiligt.
Im Januar 1940 verlegte der Zerstörer mit der Flottille nach Scapa Flow und sicherte die Verlegung von Minenfeldern. Zu Beginn der Unternehmungen der Home Fleet gegen den deutschen Überfall auf Norwegen (Unternehmen Weserübung) befand sich die Echo in einer Überholung und kam erst ab Ende April 1940 zum Einsatz. Bei der Überholung wurde der hintere Torpedorohrsatz durch ein 76-mm-L/45-Geschütz ersetzt, um die Abwehr gegen Luftangriffe zu verbessern.
Am 18. Mai war sie an der Rettung von Besatzung und Soldaten der aufgelaufenen Effingham beteiligt. Am 29. Mai unterstützte die Echo die Räumung von Bodø mit den Zerstörern Arrow, Firedrake, Havelock und Vanoc. Danach kam der Zerstörer zur „3rd Destroyer Flotilla“ und sicherte Einheiten der Home Fleet auf Vorstößen. Auch wurde der Zerstörer mehrfach zur Unterstützung torpedierter britischer Handelsschiffe in den nordwestlichen Zufahrtswegen zu den Britischen Inseln eingesetzt. Im September 1940 war der Zerstörer am gescheiterten Versuch beteiligt, Dakar zu besetzen (Gefecht von Dakar).
Im Mai 1941 war das Schiff an der Suche nach dem deutschen Schlachtschiff Bismarck beteiligt (Unternehmen Rheinübung). Die Echo bildete mit dem Schwesterschiff Electra sowie Anthony, Icarus, Achates und Antelope das Zerstörergeleit des Schlachtkreuzers Hood und des neuen Schlachtschiffs Prince of Wales, die einen Ausbruch der deutschen Schiffe in den Atlantik verhindern sollten. Als beim Gefecht in der Dänemarkstraße am 24. Mai 1941 die Hood explodierte, konnte nur die Electra drei Überlebende retten. Die Zerstörer geleiteten die ebenfalls beschädigte Prince of Wales zurück nach Island.
Ende Juli 1941 gehörte die Echo zu den Zerstörern, die die Flugzeugträger Furious und Victorious bei ihren Angriffen auf Petsamo, Kirkenes und Tromsø sicherten. Von Ende August bis November 1941 erfolgte in North Woolwich eine Grundüberholung des Zerstörers. Dabei wurden die wenig effektiven schweren Vickers-MG-Vierlinge entfernt und der Zerstörer erhielt vier einzelne 20-mm-Oerlikon-Maschinenkanonen. Im Dezember 1941 wurde die Echo erstmals an einem Nordmeergeleitzug eingesetzt, als sie mit dem Leichten Kreuzer Edinburgh und dem Schwesterschiff Escapade den Geleitzug PQ 6 nach Murmansk begleitete. Beim Angriff deutscher Ju-88-Bomber gingen bei Ausweichmanövern zwei Mann der Besatzung über Bord und starben. Bis März 1942 folgten weitere Einsätze an  den Geleitzügen QP 4, PQ 12, QP 8, PQ 13 und QP 9.
Ab April 1942 folgten zwei Einsätze im Mittelmeer als Sicherungszerstörer des US-Trägers Wasp, um Spitfire-Jäger mit einem Trägerstart südlich der Balearen nach Malta zu überführen. Am zweiten Einsatz war auch die britische Eagle beteiligt. Nach diesen Einsätzen wurde der Zerstörer von Juni bis August erneut überholt, um wieder im Nordmeer zum Einsatz zu kommen. Zum Einsatz kam der Zerstörer bei den Geleitzügen PQ 18 und QP 14 und lief am 8. September mit den Kreuzern Cumberland und Sheffield sowie den Zerstörern Amazon, Eclipse, Bulldog und Venomous nach Spitzbergen, um dort eine Treibstoffbasis anzulegen und die norwegische Wetterstation in Barentsberg mit Vorräten zu versorgen. Danach schloss sich der Verband am 20. dem Geleitzug QP15 an. Weitere Einsätze folgten 1943 an den Geleitzügen JW 51A, RA 51 und JW 52.
Ab Juni 1943 war der Zerstörer jedoch überwiegend im Mittelmeer eingesetzt. Im Rahmen der Operation Husky, der alliierten Landung auf Sizilien, versenkte er gemeinsam mit dem Zerstörer Ilex das italienische U-Boot Nereide vor Augusta. Während der Landung bei Salerno (Operation Avalanche) gehörte die Echo zur Sicherung der schweren Einheiten der Deckungsgruppe. Mit den Schlachtschiffen King George V und Howe eskortierte auch die Echo nach der Kapitulation die italienischen Schlachtschiffe Vittorio Veneto und Italia und vier Kreuzer vom 14. bis zum 16. September von Malta nach Alexandria.
In der Folgezeit lag der Einsatzschwerpunkt von Echo in der Ägäis, wo sie am 17. September zusammen mit der Intrepid das deutsche U-Jagd-Boot UJ 2104 versenkte. Sie war an den letztlich nicht erfolgreichen Versuchen der Briten beteiligt, das italienische Dodekanes vor den Deutschen zu besetzen. Vor Kastelorizo und Leros wurde der Zerstörer aus der Luft angegriffen. Schon mit Truppen beladen, konnte die Echo vor Kos 109 Schiffbrüchige des nach Bombentreffern sinkenden Hunt-Zerstörers Dulverton aufnehmen. Wieder im zentralen Mittelmeer eingesetzt, wurde der Zerstörer ab Dezember in Malta überholt. Dabei wurden die erhöhten Oerlikons seitlich der Schornsteine durch Zwillingsgeschütze ersetzt.

### In griechischem Dienst
Nach dem Abschluss dieser Überholung wurde der Zerstörer von der griechischen Marine übernommen und Anfang April 1944 als Navarinon (griechisch:Ναυαρίνον) in Dienst gestellt.
Neben der Echo erhielt die verbündete Marine auch noch den Zerstörer Boreas, den sie als Salamis einsetzte.
Bei der Operation Dragoon, der alliierten Landung in Südfrankreich, schützte die Navarinon neben zwei britischen Flugabwehrkreuzern und sechs Flottenzerstörern die Kampfgruppe TG.88.1, die mit fünf Geleitträgern die Luftsicherung der Landungsstreitkräfte sicherstellen sollte.
Danach folgten bis zum Kriegsende Einsätze in der Ägäis. Anfangs erfolgte der Einsatz in der „British Aegean Force“ in der „24th Destroyer Flotilla“ neben sechs britischen Flottenzerstörern und der polnischen Garland. Zum Verband der Aegean Force, die die von den deutschen geräumten griechischen Inseln wieder besetzen sollte, gehörten auch noch fünf Hunt-Zerstörer unter griechischer Flagge. Vom 5. bis zum 9. Dezember 1944 beschoss die Navarinon mit britischen Einheiten Stellungen der kommunistischen Widerstandsbewegung Griechenlands (E.L.A.S.) bei Piräus und Salamis, um die Besetzung Athens durch königstreue griechische Verbände zu ermöglichen. Weitere Einsätze folgten im beginnenden griechischen Bürgerkrieg.
In der griechischen Marine war das Schiff noch bis April 1956, zuletzt als Schulschiff, in Dienst. Es wurde dann an Großbritannien zurückgegeben, noch im selben Monat verkauft und alsbald abgebrochen.